# Resolució 1775 del Consell de Seguretat de les Nacions Unides
La Resolució 1775 del Consell de Seguretat de les Nacions Unides fou adoptada el 14 de setembre de 2007. Després de reafirmar la resolució 1504 (2003) i actuant per recomanació del secretari general Ban Ki-moon, el Consell aprova estendre el mandat de Carla Del Ponte com a fiscal del Tribunal Penal Internacional per a l'antiga Iugoslàvia fins al 31 de desembre de 2007.
En una carta enviada al President del Consell a principis d'aquesta setmana (document S/2007/538), el secretari general va assenyalar que, tot i que la Sra. Del Ponte havia indicat que no volia ser reelegit per un nou mandat, estaria disposada a fer extensiu el seu termini actual al final de l'any, pendent de nomenar un nou fiscal.
A aquest efecte, el secretari general va dir que, a mesura que el Tribunal s'apropava a la finalització del seu mandat, estendre el termini de la Sra. Del Ponte permetria més temps per a les consultes adequades pel que fa al nomenament d'un successor. A més, en interès de la continuïtat, l'estabilitat i l'efectivitat del Tribunal, l'extensió també evitaria dificultats associades a una solució provisional "en un moment crític en les seves operacions". Suggerint que el Consell considerés prendre aquesta mesura, va afegir que, en el seu moment, presentaria el nom del seu candidat per al càrrec del fiscal.
La resolució fou aprovada amb 14 vots a favor i cap en contra, amb l'abstenció de Rússia. El representant de la Federació de Rússia va dir que la seva delegació compartia l'enteniment més ampli del Consell sobre la necessitat de postergar la qüestió de nomenar un nou fiscal del Tribunal. Hi va haver diverses maneres de resoldre aquest problema essencialment tècnic, però el mètode que s'havia introduït per abordar el problema semblava ser el menys reeixit.